# Chase the Chance
《Chase the Chance》，是日本女歌手安室奈美惠的第4張個人單曲和代表作之一。1995年12月5日發行。

## 簡介
- 前作《Body Feels EXIT》之後約一個月就發行的單曲。

- 被用作東山紀之主演的日本電視台週六連續劇《夢幻料理人》的主題曲。是安室首次演唱電視劇主題曲。

- dos的前成員KABA負責編舞。SUPER MONKEY'S 餘下四位成員 (即現MAX成員) 繼續在此曲擔任伴舞。

- 安室首張取得Oricon公信榜冠軍的單曲[1]，首張銷量超過百萬的單曲（按出貨量計算則是第二張）。總貨量155萬張[2]，總銷量高達136.2萬張[3]。是1996年度日本單曲銷量第10位，安室首張單曲打入Oricon年榜前十位。[4]

- 1996年年底安室首次被邀請上NHK紅白歌合戰演唱這首歌。

## 收錄曲目
作詞：小室哲哉&前田高廣；作曲、編曲：小室哲哉
1. Chase the Chance (ORIGINAL MIX)
2. Chase the Chance (TRIP CLUB MIX)
3. Chase the Chance (G.WRIGHT JUNGLE MIX)
4. Chase the Chance (ORIGINAL KARAOKE)

Mixed & Remixed by Gary Thomas Wright

## 外部連結
- 唱片介紹